# سودا (کرت)
سودا (به لاتین: Souda) یک شهرک در یونان است که در Chania Municipality واقع شده‌است.

## نگارخانه

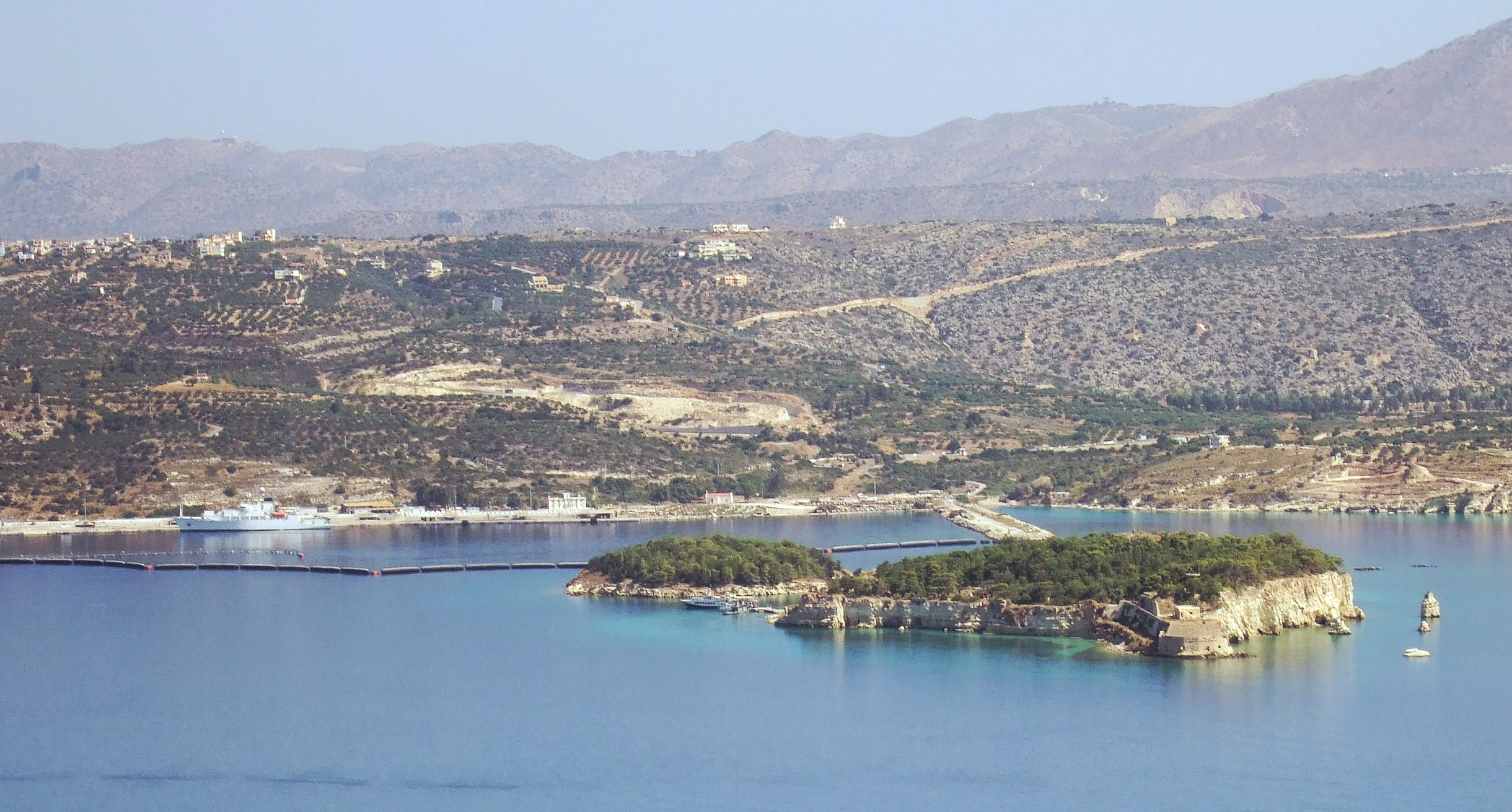
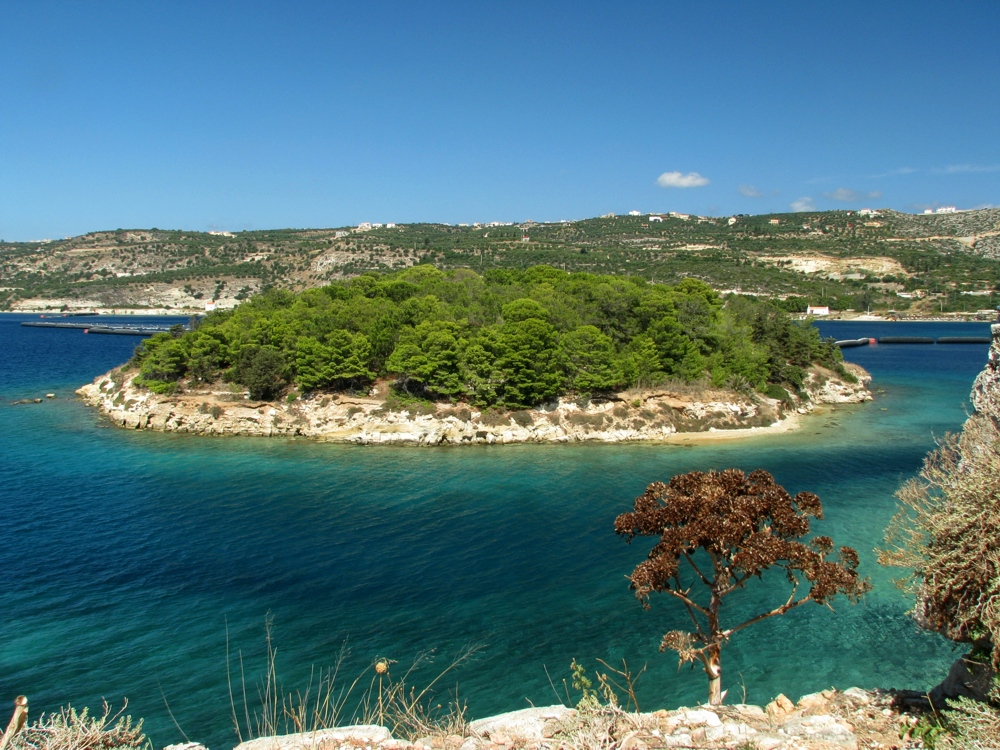
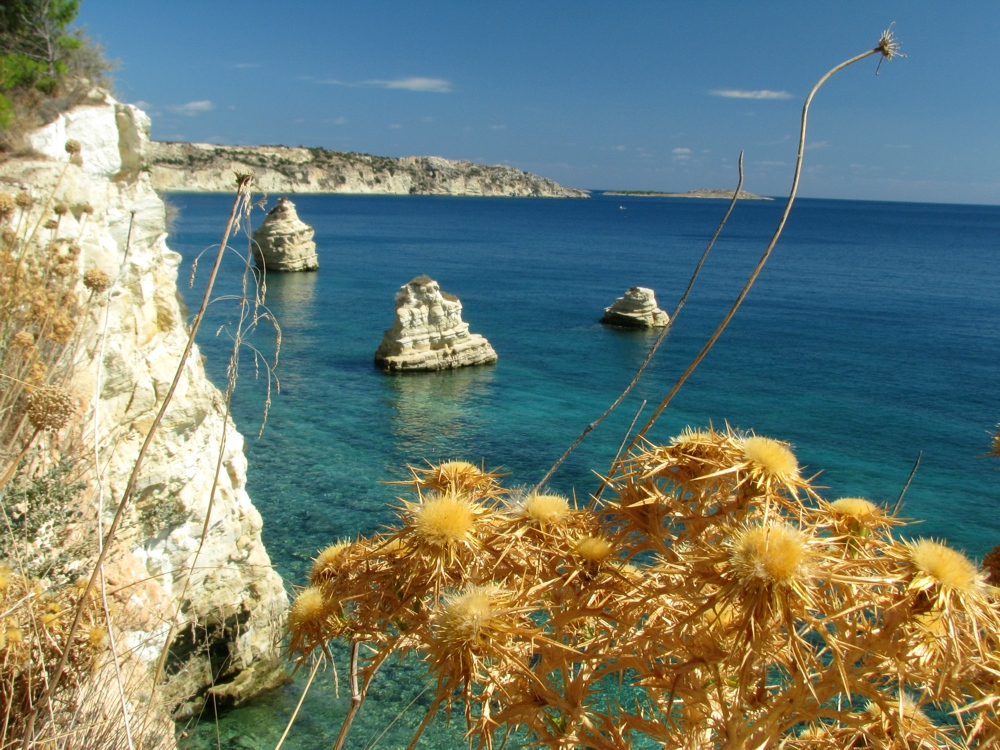